# Henri Grégoire

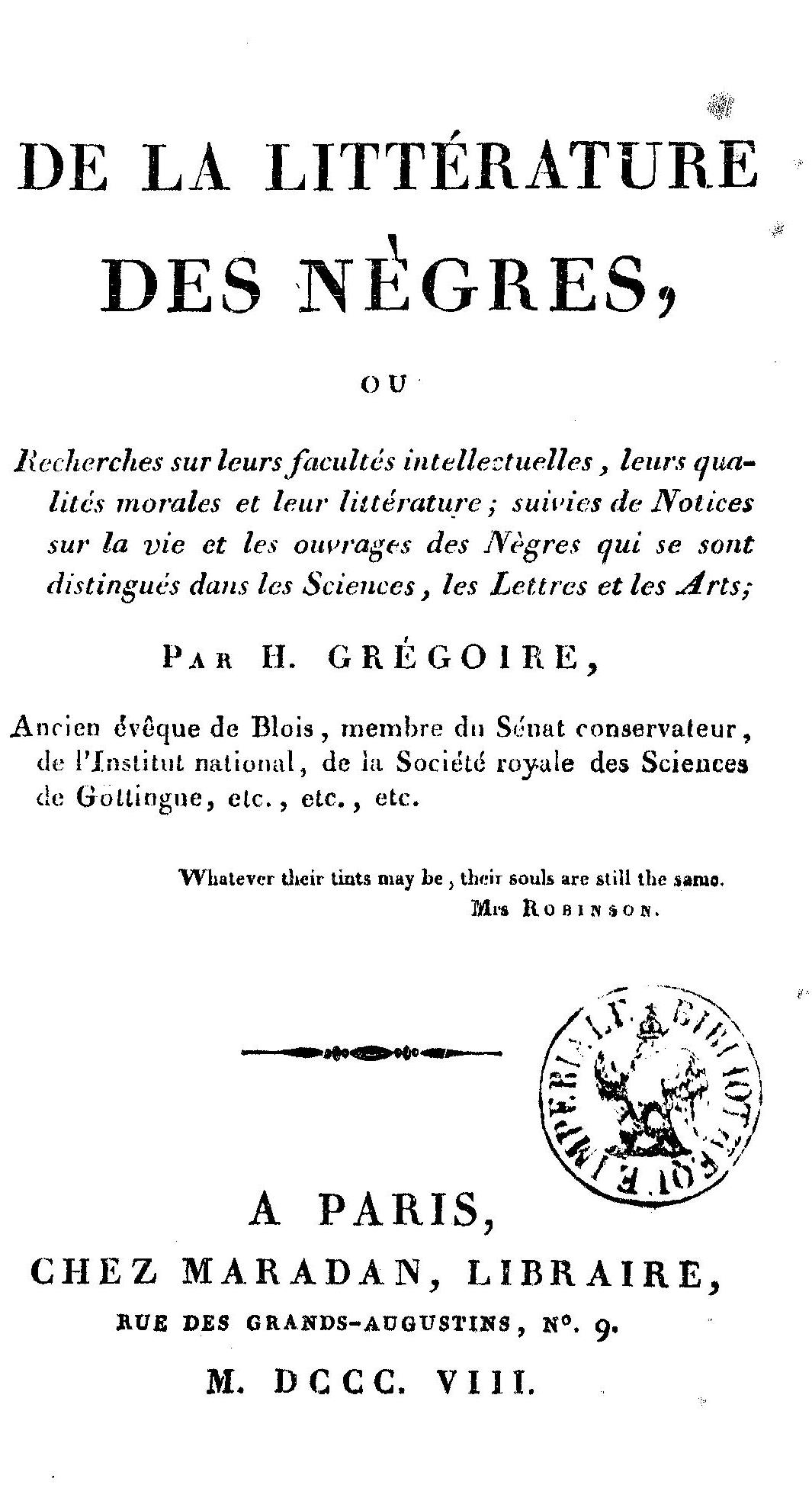
Försättsblad till hans bok om svart litteratur från 1808.

Henri Grégoire (oftast kallad Abbé Grégoire), född 4 december 1750 i Vého, nära Lunéville, död 20 maj 1831, var en katolsk lantpräst från Lorraine. Han var ivrig folkbildare som lärde bönderna ny jordbruksteknik och grundade ett sockenbibliotek där han efter gudstjänsterna brukade läsa och kommentera tidningarna för sina församlingsbor. 

## Biografi
Grégoire var son till en byskräddare.
Han förde under franska revolutionen judarnas talan i nationalförsamlingen. Judarna utgjorde bara några promille av Frankrikes befolkning. Men just i Lorraine och andra gränsprovinser mot Tyskland levde många fattiga judiska lumpsamlare och småhandlare. De var föremål för hård specialbeskattning, fick inte ha synagogor, fick bara bo på vissa gator och levde så isolerade att de flesta varken kunde tala eller läsa franska. Omgivningens hat och förakt isolerade dem ytterligare och förstärkte deras konservatism. Eftersom det inte fanns banker var bönderna beroende av judarna för små krediter medan de väntade på skörden. För adeln var det bekvämare att lägga extra skatter och avgifter på judiska penningutlånare än att ta ut skatten direkt av bönderna. Skatterna tvingade upp räntorna; och med de höga räntorna som förevändning lade adeln ännu tyngre skatter på judarna. Böndernas vrede riktade sig inte mot adeln utan mot judarna. 
Grégoire förstod varken kreditgivningens betydelse i ekonomin eller värdet av det judiska folkets särart. Hans långsiktiga program för judarnas rehabilitering gick ut på att föra bort dem från det fysiskt och moraliskt nedbrytande stadslivet och tvinga dem att bli småbrukare.Utflyttningen skulle bryta rabbinernas välde och underlätta judarnas assimilering i det franska samhället. Programmet lade han fram i Essai sur la régénération physique, morale et politique des juifs (1789). I nationalförsamlingen koncentrerade han sig på det första och viktigaste steget: att utverka medborgerliga rättigheter åt judarna.  
Han verkade även mot fördomar mot svarta. Han hävdade att en kristen människa borde veta att själen varken har kön eller färg och akta sig för att skapa godtyckliga skillnader mellan människor. Inför Gud var alla jämlika och därför fanns det ingen anledning att vägra judar och svarta samma rättigheter som andra medborgare. Den 28 september 1791, efter många månaders förhalning, beslöt parlamentet att ge medborgerliga rättigheter åt ett begränsat antal judar i de nordöstra provinserna. De speciella judeskatterna avskaffades och judarna fick möjlighet att bosätta sig var som helst i Frankrike. År 1794 lyckades Grégoire också genomdriva att slavhandeln förbjöds i hela det franska kolonialväldet. Men starka ekonomiska intressen trotsade förbudet och det blev inte långvarigt. Han fortsatte hela sitt liv kampen mot slavhandel och rasfördomar. 
Grégoire förblev in i det sista obekväm. Han fortsatte att kritisera Napoleon I:s diktatur, även när Napoleon genomförde det program för judarnas rehabilitering som Grégoire inte hade lyckats få nationalförsamlingen att godta. Han fortsatte att kritisera den brittiska ockupationen av Irland. 
20 000 människor, många av dem judar och svarta, följde 1831 hans kista till Montparnassekyrkogården.